# Brodie Spencer
Pour les articles homonymes, voir Spencer.
Brodie Spencer, né le 6 mai 2004 à Belfast, est un footballeur international nord-irlandais qui évolue au poste d'arrière droit à Oxford United.

## Biographie

### Carrière en club
Brodie Spencer est formé par le Cliftonville FC, club de championnat d'Irlande du Nord, avant de rejoindre le Huddersfield Town en 2020, où il signe son premier contrat professionnel en septembre 2021,. 
Nommé meilleur joueur du centre de formation pour la saison 2021-22, Il commence sa carrière professionnelle la saison suivante en deuxième division anglaise. Il joue son premier match avec l'équipe première du club le 9 aout 2022, titularisé comme arrière droit en Coupe contre Preston,.

### Carrière en sélection
Spencer est international junior avec l'Irlande du Nord. Ayant joué avec les moins de 16 ans en 2019, il évolue ensuite avec les moins de 19 ans — alors que la pandémie de covid avait interrompu les compétitions internationales juniors pendant la majeure partie des années 2020 et 2021 —, prenant part à une victoire contre les îles Féroé en 2021, avant de jouer les éliminatoires de l' Euro,.
En mai 2022, alors qu'il vient à peine de devenir majeur, Brodie Spencer est convoqué pour la première fois avec l'équipe senior d'Irlande du Nord. Il honore sa première sélection le 5 juin 2022. Il remplace Paddy Lane lors d'un match de Ligue des nations contre Chypre, aboutissant à un score nul et vierge,,.